# فرودگاه اوسوالدو ویرجیل
 فرودگاه اوسوالدو ویرجیل (به انگلیسی: Osvaldo Virgil Airport) یک فرودگاه همگانی با کد یاتا MTC است که یک باند فرود آسفالت دارد و طول باند آن ۱۲۳۰ متر است. این فرودگاه در کشور ایتالیا قرار دارد و در ارتفاع ۵ متری از سطح دریا واقع شده است.